# Aluf

Versión genérica para uniforme de gala

Aluf (hebreo: אלוף) es el término utilizado para el grado de General y Almirante en las Fuerzas de Defensa de Israel (FDI). Además de los Aluf, hay otras cuatro categorías derivadas del término "aluf", que en conjunto, constituyen los cinco rangos más altos en las FDI.

## Grados y derivados de Aluf
- Rav Aluf (en hebreo: רב-אלוף‎): El más alto rango de las FDI (Jefe del Estado Mayor): Teniente general/General
  - Aluf: Mayor General (Fuerzas Armadas, Ramas Militares y Comandos regionales)
    - Tat Aluf (en hebreo: תת-אלוף‎): Brigadier General (a nivel de División y Cuerpos)
      - Aluf Mishné (en hebreo: אלוף-משנה‎): Coronel (a nivel de Brigada)
        - Segán Aluf (en hebreo: סגן-אלוף‎): Teniente coronel (a nivel de batallón)

| Rangos de oficiales (a partir de OF-3) de las Fuerzas de Defensa de Israel                                                                                        | Rangos de oficiales (a partir de OF-3) de las Fuerzas de Defensa de Israel | Rangos de oficiales (a partir de OF-3) de las Fuerzas de Defensa de Israel | Rangos de oficiales (a partir de OF-3) de las Fuerzas de Defensa de Israel | Rangos de oficiales (a partir de OF-3) de las Fuerzas de Defensa de Israel | Rangos de oficiales (a partir de OF-3) de las Fuerzas de Defensa de Israel | Rangos de oficiales (a partir de OF-3) de las Fuerzas de Defensa de Israel |
| --- | -------------------------------------------------------------------------- | -------------------------------------------------------------------------- | -------------------------------------------------------------------------- | -------------------------------------------------------------------------- | -------------------------------------------------------------------------- | -------------------------------------------------------------------------- |
| IDF NCO Rango | רב סרן Rav seren                                                           | סגן-אלוף Segán aluf                                                        | אלוף משנה Aluf mishné                                                      | תת-אלוף Tat aluf                                                           | אלוף Aluf                                                                  | רב-אלוף Rav aluf                                                           |
| NATO | OF-4                                                                       | OF-5                                                                       | OF-6                                                                       | OF-7-OF-8                                                                  | OF-8-OF-9                                                                  | OF-9-OF-10                                                                 |
| Abreviatura | רס"ן Rasan                                                                 | סא"ל Sa'al                                                                 | אל"מ Alam                                                                  | תא"ל Ta'al                                                                 | אלוף Aluf                                                                  | רא"ל Ra'al                                                                 |
| Rango Correspondiete | Mayor / Comandante                                                         | Teniente coronel                                                           | Coronel / Brigadier                                                        | General de brigada                                                         | Mayor general / General de división.                                       | Teniente general                                                           |
| Equivalente a (de facto) * | Mayor / Comandante                                                         | Teniente coronel                                                           | Coronel / Brigadier                                                        | General de brigada                                                         | Teniente General                                                           | General / General del Ejército                                             |
| Insignia |                                                                            |                                                                            |                                                                            |                                                                            |                                                                            |                                                                            |
| * Dada la estructura compacta del escalafón militar de Israel, los más altos rangos generales son equivalentes a rangos mayores en la mayoría de fuerzas armadas. |                                                                            |                                                                            |                                                                            |                                                                            |                                                                            |                                                                            |

Rav Aluf se traduce generalmente como "Teniente General", pero a menudo se considera equivalente a un "General", ya que es el más alto rango de las IDF. El rango es otorgado solo al Jefe del Estado Mayor General (Ramatcal), por lo tanto solo puede haber un Rav Aluf en actividad en circunstancias regulares. Sin embargo esto puede cambiar en tiempo de guerra. Durante la guerra de Yom Kipur en 1973, el retirado Rav Aluf Haim Bar-Lev fue llamado de vuelta al servicio, en sustitución de Shmuel Gonen como comandante del frente sur. Así, junto con el Jefe del Estado Mayor, General David Elazar (quien sucedió a Bar-Lev en ese puesto el año anterior), había dos personas en servicio activo participando con el rango de Rav Aluf simultáneamente.
El término "Aluf" se toma del Tanaj, donde se indicaba un rango de nobleza entre los edomitas, los vecinos de la antigua Judea (y a menudo, los enemigos) al sur. Proviene de la raíz de la palabra "elef" (אלף), que significa "mil", "aluf" es el que manda un millar de personas.